# Каянеборг
Замок Каяани (швед. Kajaneborg, фин. Kajaanin linna) — замок, построенный в XVII веке на острове реки Каяанийоки в центре города Каяани. Во время Северной войны замок был взорван и целиком никогда больше не восстанавливался, однако его руины неоднократно подвергались консервации и реставрации. В плане форма фортификационного сооружения представляла собой прямоугольник, в двух углах которого были расположены полукруглые орудийные башни.

## История

### От строительства до разрушения
В 1604 году шведский король Карл IX приказал построить в городе Каяани крепость. Подготовительные работы были проведены в том же году, но строительство самой крепости началось только в 1605 году. Каянеборг был нужен Швеции, чтобы укрепить свою власть в регионе Кайнуу, перешедшему под власть шведской короны в 1595 году по Тявзинскому мирному договору, и защитить жителей города от нападения русских.
Строительство крепости продвигалось медленно из-за нехватки рабочей силы и материалов. Строительные материалы надо было доставлять на лошадях и санях из карьера, расположенного в десяти километрах от замка. В 1607 году король Карл IX присылает мастера-каменщика Исака Расмуссона, и строительство начинает продвигаться быстрее. Король Карл IX постоянно торопил строителей, потому что хотел использовать крепость в ходе нападения на Кольский полуостров. В 1609 году он приказал коменданту Исаку Бему готовиться к наступлению и обещал прислать снаряжение и оружие военным. У нападавших было недостаточно припасов и оружия, но Исак Бем всё равно отправился в поход на Кольский полуостров, как приказал король, но наступление прошло неудачно. Карл IX пришёл в гнев и приказал арестовать Бема, назначив в крепость нового коменданта.
В 1619 году Густав II Адольф приказал приостановить строительство крепости. Недостроенная крепость несколько десятилетий использовалась как тюрьма. Самым знаменитым ее пленником был историк Иоханнес Мессениус, которого заключили в тюрьму из-за связей с иезуитами и папой римским. Знаменитый поэт Ларс Виваллиус тоже был узником крепости в 1634–1641 годах.
В 1651 году граф Пер Браге младший основал город Каяани, после того, как Каянеборг был включен в лен, которым он управлял. Он решил, что крепость надо переделать в дворянский замок. Реконструкция длилась с 1661 до 1666 года. После большой редукции в 1681 году Каянеборг снова стал замком фохта.
В 1700 году началась Великая северная война, и в 1712 году Каяани и окружающие деревни были сожжены. В 1715 году русские войска окружили замок и потребовали его сдачи, но защитники отказались, и русские в итоге вынуждены были отступить. Полгода спустя генерал Ф. Г. Чекин вернулся с 4000 солдатами и снова окружил замок, который оставался в осаде пять недель, пока Йоханн Гендрик Фиандт 24 февраля 1716 года не был вынужден сдаться. Жителей и защитников замка отправили пленниками в Россию и частично в Турку. В марте 1716 года генерал Чекин взорвал замок.

### После разрушения

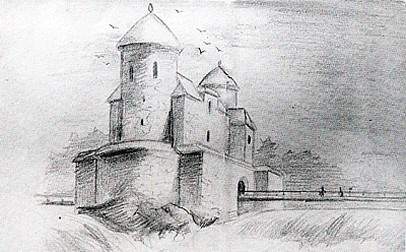
Одно из двух сохранившихся изображений замка Каяни. Рисунок выполнен по памяти местным художником в 1734 году

Восстановление замка планировалось много раз после того, как он вновь перешел под власть Швеции по условиям Ништадтского мирного договора, однако разрушения были столь серьёзными, что его не стали отстраивать заново. Жители города использовали камни из руин для строительства фундаментов своих домов. Во времена Великого княжества Финляндского в 1845 году над руинами был построен деревянный мост, которым жители пользовались почти сто лет, пока не был выстроен новый мост из бетона. Позже было принято решение отказаться от планов восстановления замка, было решено ограничиться только укреплением руинированных стен. Первое восстановление руин было проведено некачественно, так как при реставрации каменных стен использовался кирпич. Только во время третьей реставрации в 1937 году при восстановлении стен использовался камень.

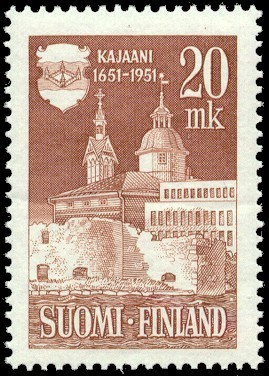
Марка 1951 г.

7 июля 1951 года в Финляндии была выпущена специальная почтовая марка номиналом 20 финских марок, посвященная 300-летию города Каяани. На них были изображены замок Каяани (1619-1717), построенный Исаком Расмууспойей на острове Амманкоски в 1604-1619 годах, электростанция Койвукоски, церковь Каяани Якоба Аренберга (1896) и башни ратуши Каяани, спроектированные Энгелем.
Последний раз остатки замка реставрировались в 2001–2008 годах, тогда же был построен пешеходный мост на остров. В настоящее время муниципальные власти Каяани и Музейное ведомство Финляндии совместно проводят работу по исследованию замка, его реставрации и повышению туристической привлекательности.